# حمله مسلمانان به فرارود
حمله مسلمانان به فرارود یا حمله اعراب به ماوراءالنهر، اشاره به فتوحات مسلمانان در منطقه ایرانی فرارود دارد. حملات مسلمانان که در سده‌های هفتم و هشتم میلادی و در زمان حکومت امویان بر خلافت اسلامی روی داد، منجر به گسترش اسلام به آسیای میانه، به طور مشخص در سرزمین‌هایی که امروز میان کشورهای ازبکستان، تاجیکستان، قزاقستان و قرقیزستان تقسیم شده‌اند، گردید.
از دیگر پیامدهای حمله مسلمانان به ماوراءالنهر، آشنایی اقوام ترک با اسلام و آشنایی اعراب با ترکان بود. نویسنده‌های عرب که نخستین نوشته‌ها را دربارهٔ اقوام ترک ضبط کرده‌اند، آنان را «دارای چشم‌های کوچک و صورت‌های پهن» توصیف نموده‌اند و اشاره کرده‌اند که ترکان شبیه به تبتی‌ها هستند و تمایز آنان از یکدیگر ساده نیست.

نقشه فرارود و خراسان در قرن هشتم

## پیش زمینه
اعراب یک دهه پس از پیروزی قاطع خود در نبرد نهاوند در سال ۶۴۲، با دست‌یابی به خراسان و سیستان و تکمیل گشایش شاهنشاهی ساسانی، به آسیای میانه رسیدند. مرو، پایتخت خراسان، در سال ۶۵۱ به دست عبدالله بن عامر افتاد و با این رخداد مرزهای خلافت نوپا به آمو دریا رسید.
سرزمینی نو:
سرزمین‌های آن سوی آمودریا که برای عرب‌ها به نام «سرزمین آن سوی رودخانه» (mā wara al-nahr) شناخته می‌شد با آنچه عرب‌ها پیشتر با آن روبرو بودند متفاوت بود.
آن سرزمین نه تنها یک توپوگرافی گونه‌گون را از کوه‌های دورافتاده هندوکش گرفته تا دره‌های رودخانه‌های حاصل‌خیز و بیابان‌های با شهرهای واحه‌ای، دربرمی‌گرفت، بلکه همچنین از سوی اقوام گوناگون، چه یکجانشین و چه کوچرو آباد شده بود و به جای دولت شاهنشاهی ایرانیان، این منطقه به بسیاری از پادشاهی‌های کوچک مستقل بخش‌بندی می‌شد.
سرزمینهای آنسوی رودخانه:
فرارود از دید اقلیمی، سیاسی و اجتماعی به چهار منطقه بخش‌بندی می‌شد: تخارستان در بالای آمودریا، احاطه شده توسط رشته‌کوه حصار در شمال و هندوکش در خاور و جنوب.
سغد، در خاور آمودریای میانی و پیرامون رود زرافشان. خوارزم در پایین آمودریا و در برخوردگاه آن با دریای آرال؛ و سرزمین‌های شمالی رشته‌کوه حصار و در راستای سیردریا، از جمله هفت‌آب و دره فرغانه.
مانند امروز، مردم وابسته به دو گروه گستردهٔ زبانی بودند: گویندگان زبان‌های ایرانی، که در سده ۷ میلادی گرایش به شهرنشینی داشتند، و اقوام ترک، که در آن زمان هنوز بیشتر کوچ‌نشین بودند.
پادشاهی‌ها:
در واقع، تاریخ فرارود تحت تأثیر یورش‌های کوچ نشینان آسیای میانه قرار داشته‌است. در سدهٔ ۲ پیش از میلاد، یوئه‌چی، دولت یونانی بلخ را ویران کرد و آن را با شاهنشاهی کوشانی، که تحت آن بودیسم وارد منطقه شد، جایگزین کرد.
هپتالیان در اوایل سدهٔ ۵ جایگزین کوشانیان شدند، که چیرگی آنها تا پیدایش نخستین خانات ترک در میانه‌های سدهٔ ۶ پابرجا بود. پس از اینکه خانات بزرگ دو بخش شد، خاقانات غربی ترک چیرگی خود بر فرمان‌روایی‌های گوناگون فرارود نگه داشت و حتی به بلخ نیز یورش‌هایی را ترتیب داد.
تُخارستان:
هنگامی‌که شوان‌زانگ راهب بودایی چینی در سال ۶۳۰ به تُخارستان سفر کرد کمتر از ۲۷ پادشاهی گوناگون را زیر چیرگی کلی یک شاهزادهٔ ترک (شاد) در قندوز یافت، که پسر بزرگ یبغو (=فرمانروا) ترک غربی بود.
به دنبال فروپاشی خاقانات غربی ترک در دههٔ ۶۵۰، این شاهزاده خودش یک فرمانروای مستقل شد و ادعای یبغویی کرد.
یبغوها نوعی نظارت بر حکومت‌های تخارستان را حفظ می‌کردند، ولی این اقتدار عمدتاً اسمی بود و شاهزادگان محلی (بسیاری‌شان از سرداران ترک و فرمانداران محلی بودند که به همین ترتیب در پی فروپاشی خانات اقتدار را به دست گرفته بودند) در واقع مستقل بودند.
در شمال آمودریا، در تخارستان علیا، مهم‌ترین حکومت‌ها از خاور به باختر بدخشان، ختل، قبادیان و شاهزاده‌نشین چغانیان جای داشت. در جنوب آمودریا، در تخارستان سفلی، بلخ، پایتخت باستانی کل منطقه وجود داشت که همچنان به عنوان مهم‌ترین شهر تخارستان و مرکز مذهبی اصلی آن (با پرستشگاه پرآوازه بودایی نوبهار که زائران را از دورترین سرزمین‌ها به سوی خود می‌کشاند) باقی مانده بود. ایالت‌های مهمْ یوزجان، بادغیس، هرات و بامیان بودند. پشت اینها، بالای هندوکش، کابل جای داشت.
سغد:
در شمال و غرب رشته‌کوه حصار، در راستای رود زرافشان، سرزمین سغد قرار داشت. سغد یک سرزمین باستانی ایرانی بود، با فرهنگ، زبان و الفبای ویژهٔ خود، که از راه کشفیات باستان‌شناسی و منابع ادبی به خوبی مستند شده‌است. سغد نیز به چند پادشاهی کوچک بخش‌بندی می‌شد، ولی دو کانون مهم بخارا و سمرقند بر بقیه چیرگی داشتند. سغدیان به ویژه به عنوان بازرگان در «جاده ابریشم» فعالیت داشتند. منابع چینی چنین می‌نمایند که بیشتر شاهزادگان محلی از شاخهٔ همان دودمان فرمان‌روا بودند و رئیس این دودمان، فرمان‌روای سمرقند، از طریق ازدواج، با خاقان ترک متحد بوده‌است. بیشتر این فرمان‌روایان از نام پارسی «خداه، شاه» استفاده می‌کردند اما برخی از آنها دارای نام ترکی نیز بودند و فرمان‌روای سمرقند به عنوان برجسته‌ترین آنها، از عنوان سغدی «اخشید» (مانند پادشاهان فرغانه) استفاده می‌کرد. سلطنت موروثی بود، اما بازرگانان کم‌درآمد (دهقانان) و بازرگانان (پردرآمد) نیز نقش مهمی داشتند. به گفتهٔ همیلتون الکساندر روسکین گیب "نه تنها میزان زیادی از استقلال، بلکه بعضاً قدرت برکناری شاهزاده حاکم و برگزیدن جانشین وی را نیز داشتند.
در شمال و شرق سغد «استپ گرسنه» به پهنای ۱۶۰ کیلومتر گسترده شده‌است که جای خود را به مناطق حاصل‌خیز پیرامون سیردریا داد.
سیردریا کوچکتر از آمودریا بود و به آسانی قابل‌گذر بود.
این منطقه دربرگیرندهٔ پادشاهی شاش (امروزه:تاشکند) در شمال‌غربی و دره فرغانه در شرق، هم‌مرز با کوه‌های تین شان بود که پشت آن کاشغر، خاوری‌ترین پایگاه امپراتوری چین قرار داشت.
خوارزم:
در خاور سغد، خوارزمِ منزوی در میان کویر که در آن مردمان یکجانشین شهریِ ایرانی زندگی می‌کردند، جای داشت.
تاریخچهٔ این سرزمین میان سال‌های پایانی سدهٔ ۳ تا آغاز گشایش مسلمانان اغلب به دلیل کمبود منابع ادبی و باستان‌شناختی روشن نیست.
دانشمندان معاصر ما به ویژه به دلیل عدم وجود هیچ اثری از آیین بودا در این منطقه و ادامهٔ رواج دین زرتشتی، دربارهٔ قرار گرفتن یا نگرفتن منطقه زیر چیرگی کوشانیان بحث می‌کنند.
محمد بن جریر طبری گزارش می‌دهد که این منطقه از سوی ساسانیان تحت پادشاهی اردشیر یکم (r. ۲۲۴–۲۴۲) گشوده شد، و اگرچه بعداً فهرست استان‌های ساسانی خوارزم را دربرنمی‌گرفت، اما این منطقه احتمالاً به نوعی به ساسانیان وابسته بود. از سال‌های نخستین سدهٔ چهارم، خوارزم تحت چیرگی دودمان بومی آفریغیان بود که از طریق سکه‌ها و روایت دانشمند خوارزمیِ سدهٔ ۱۱ ابوریحان بیرونی شناخته می‌شود.
به همین اندازه روشن نیست که آیا خوارزم در سده‌های ۶ تا ۷ تحت چیرگی ترکان قرار گرفته‌است یا خیر.
فرارود، همان‌گونه که هیو کندی می‌گوید، «سرزمینی ثروتمند، پر از فرصت و ثروت بود، اما مردان جنگجو از آن دفاع می‌کردند و استقلال خود را بسیار ارزشمند می‌دانستند»،
و در حقیقت مطیع‌سازی آن طولانی‌ترین و سخت‌ترین جنگ در هنگام گشایشهای نخستین مسلمانان بود، که تا زمان نبرد طراز و چیرگی مسلمانان بر منطقه در سال ۷۵۱، به پایان نرسید.

## یورش‌های نخستین مسلمانان
اگرچه منابع عربی می‌پندارند عرب‌ها در دههٔ ۶۵۰ گشایش منطقه را آغاز کرده‌اند، اما در واقع بیشتر جنگ‌های نخستین در این منطقه چیزی بیشتر از یورش‌هایی با هدف دست‌یابی به غنیمت و گرفتن خراج نبوده‌است. در واقع، حضور اعراب به یک پادگان کوچک در مرو محدود بود و هر سال ارتش توسط فرمانداران عراق برای یورش و غارت شاهزاده‌نشین‌های بومی گسیل می‌شد.
نخستین لشگرکشی‌ها:
نخستین لشکرکشی، تحت فرماندهی احنف بن قیس، در سال ۶۵۲، توسط نیروهای متحد تخارستان سفلی دفع شد و به مرورود بازگشت.
لشکرکشی دوم تحت فرماندهی العقرا بن حبیس توانست شاهزاده جوزجان را شکست دهد و جوزجان، فاریاب، تالقان و بلخ را اشغال کند.
هنگ‌های اعراب سرزمین‌های دور و پهناوری را غارت کردند و برخی از آنها تا خوارزم رسیدند. در سال ۶۵۴، شهر مایامورگ در سغد مورد یورش قرار گرفت.
خیزش قارن و به تخت نشستن پیروز سوم:
اندکی پس از آن، جمعیت محلی به رهبری قارن (احتمالاً عضوی از دودمان کارن) به پا خاستند.
اعراب تمام خراسان را تخلیه کردند و برپایهٔ منابع چینی، شاه‌زادگان تخارستان پسر یزدگرد سوم پیروز را برای مدتی به عنوان پادشاه افتخاری پارس به تخت بازگرداندند.
با وجود ثبت و ضبط لشگرکشی اعراب تا سال ۶۵۵–۶۵۸، عرب‌ها که سرگرم رویارویی با فتنه اول (۶۵۶–۶۶۱) بودند، قادر به نشان دادن واکنش نبودند.
کوشش‌های عبدالله بن عامر:
پس از پایان جنگ داخلی، بازگرداندن کنترل مسلمانان بر خراسان به عبدالله بن عامر سپرده شد.
وقایع دقیق چند سال آینده مشخص نیست زیرا منابع تاریخی، رخدادهای واقعی این مرحله را با گشایش اصلی ابن عامر در منطقه اشتباه می‌گیرند، ولی اطلاعاتی که عمدتاً از روایات قبیله‌ای وجود دارد، نشان‌دهندهٔ ایستادگی و شورش‌های گاه‌به‌گاه شدید است که به اقداماتی مانند ویران کردن پرستش‌گاه نوبهار از سوی قیس بن حاتم، معاون ابن عامر انجامید.
گماشته شدن زیاد بن ابیه به حکومت عراق:
تا زمان گماشته شدن زیاد بن ابیه به حکومت عراق، اعراب کاری برای آرام‌سازی سیستماتیک خراسان انجام ندادند.
از سال ۶۶۷ تا زمان مرگ وی در سال ۶۷۰، نمایندهٔ زیاد بن ابیه در خراسان، حکم بن عمرو غفاری، یک سری لشگرکشی‌ها را در تخارستان هدایت کرد که ارتش‌های عربی در جریان آن از آمودریا به سوی چغانیان گذر کردند. پیروز سوم را بیرون کردند و او یک بار دیگر به چین گریخت.
پس از مرگ نمایندهٔ زیاد در خراسان یعنی حکم، یک خیزش گسترده دیگر به وجود آمد، اما جانشین وی، ربیع بن زیاد حارثی، پیش از گذر از آمودریا برای یورش به چغانیان، بلخ را به دست گرفت و شورشیان را در قهستان شکست داد.
دیگر نیروهای مسلمان محل‌های عبور به سوی غرب یعنی زم و آمل را ایمن کردند، در حالی که منابع عرب از گشایش خوارزم در همان زمان یاد می‌کنند.
نشیمن دادن اعراب در خراسان توسط زیاد:
اما چیزی که از درجهٔ اهمیت بیشتری برای آیندهٔ حضور اعراب در منطقه برخوردار بود کاری بود که زیاد بن ابی سفیان در سال ۶۷۱ انجام داد و آن اسکان ۵۰٬۰۰۰ نفر از رزمندگانِ عمدتاً بصره‌ای و بعضاً کوفه‌ای به همراه خانواده‌هایشان در مرو بود.
این حرکت نه تنها باعث تقویت عنصر مسلمان در خراسان شد، بلکه نیروهای لازم را برای گسترش مرزهای اسلامی به سمت فرارود فراهم کرد.
فرمانداری پسر زیاد در خراسان پس از مرگ پدرش زیاد
هنگامی‌که زیاد درگذشت، پسر او عبیدالله که به فرمانداری خراسان گماشته شد و در پاییز ۶۷۳ به مرو رسید، سیاست‌های او را ادامه داد.
در بهار بعدی، عبید الله از آمودریا گذر و به شاهزاده نشین بخارا حمله کرد که در آن زمان از سوی ملکه مادر ناموَر به خاتون (یک عنوان سغدی به معنای "بانو") که نایب‌السلطنهٔ پسر نوزادش بود راهبری می‌شد.
اعراب پیش از آنکه به سمت بخارا بروند، نخستین کامیابی را در نزدیکی شهر بایکند به‌دست آوردند،
منابع تاریخی محلی ثبت کرده‌اند که اعراب بخارا را محاصره کردند و اینکه ترک‌ها برای کمک فراخوانده شدند، اگرچه این موضوع در منابع عرب وجود ندارد، که به عبارت ساده بیان‌گر پیروزی بزرگ اعراب بر بخارایی‌هاست.
به دنبال روشی که ظاهراً در آن زمان معمول بود، عبیدالله ۲۰۰۰ اسیر را که همگی «کمانداران ماهر» بودند به عنوان نگهبان شخصی خود بکار گرفت.
سرنوشت بخارا نامشخص باقی مانده‌است، ولی برپایهٔ گفتهٔ گیب این ترتیب نشان می‌دهد که این شاهزاده‌نشین چیرگی اعراب را پذیرفت و به یک دولت خراجگزار تبدیل شد.
پیروزی عبیدالله توسط جانشینان وی اسلم بن زورا و عبدالرحمن بن زیاد پیگیری نشد. به غیر از حملات تابستانی به آنسوی آمودریا.
فرمانداری سعید بن عثمان:
اعراب تنها در دورهٔ فرمانداری کوتاه سعید بن عثمان در ۶۷۶، لشکرکشی بزرگی به سغد راه انداختند.
برپایهٔ گفتهٔ بلاذری و نرشخی، سعید با شکست ائتلافی محلی دربرگیرندهٔ شهرهای کش، نسف، بخارا و ترکان، خاتون را وادار کرد تا بار دیگر بیعت بخارا را با خلافت تأیید کند و سپس به سمت سمرقند رفت و محاصره‌اش کرد.
وی سپس ۵۰ جوان نجیب‌زاده را به گروگان گرفت، که بعداً در مدینه اعدام شدند و در بازگشت، ترمذ در کرانهٔ آمودریا را گرفت و شاهزادهٔ ختل را تسلیم کرد.
نخستین یورش‌های اعراب در آنسوی آمودریا تا چاچ و خوارزم ادامه داشت و با جنگ شهروندی‌ای که در خراسان در جریان فتنه دوم (۶۸۳–۶۹۲) آغاز شد، این یورش‌ها قطع شد.
فرمانداران پسین، به ویژه سعید بن عثمان و مهلب بن ابی صفره، تلاش کردند تا قلمروهای آن سوی رودخانه را بگشاید ولی نتوانستند.
یکپارچگی شاهزادگان بومی برابر اعراب:
شاهزادگان بومی، به نوبهٔ خود، سعی در سوءاستفاده از رقابت‌های اعراب داشتند، و با کمک عبدالله بن خازم السلمیِ عرب‌تبار، که در سال ۶۸۹ دژ ترمذ را بر قلمرو خود افزود، موفق به بیرون راندن اعراب از سرزمین خود شدند.
با این وجود، شاهزادگان فرارود به خاطر دشمنی‌هایی که با هم داشتند یکپارچگی و همبستگی در برابر اعراب را پیاده نکردند، واقعیتی که پس از ۷۰۵ ازسوی قتیبه بن مسلم دقیقاً مورد بهره‌برداری قرار گرفت.